# Питерсен, Колин
Фредерик Колин Питерсен (англ. Frederick Colin Petersen; 24 марта 1946 — 18 ноября 2024) — австралийский барабанщик, музыкальный продюсер и бывший ребёнок-актёр. Он играл в таких группах, как Steve and the Board, Bee Gees и Humpy Bong. В августе 1969 года он покинул Bee Gees и был заменён барабанщиком группы Pentangle Терри Коксом, с которым группа записала альбом Cucumber Castle (1970).

## История

### Ранние годы и актёрская карьера
Начал свою актёрскую карьеру в возрасте семи лет. В возрасте десяти лет снялся в фильме «Улыбка» (1956) с Ральфом Ричардсоном в главной роли, но вскоре вынужден был уйти из кино, поскольку его мать посчитала, что актёрская карьера будет сильно мешать его образованию. Также он снялся в таких фильмах как «Негодяй» (1957), «Плач улиц» (1958) и «Барни» (1976). Учился в школе вместе с Барри, Робином и Морисом Гиббами. Питерсен обучался в одном классе с Барри, но они тогда редко пересекались друг с другом. Тогда же он начал интересоваться музыкой и сначала обучался игре на фортепиано, но затем его заинтересовали ударные инструменты. После окончания школы он играл в различных коллективах, одним из которых была группа Steve and the Board. В то же время он познакомился с Морисом, который пригласил его на одну из репетиций трио в Сиднее. В итоге он подружился с Гиббами и играл почти на всех ранних записях Bee Gees.

### 1967-69: the Bee Gees

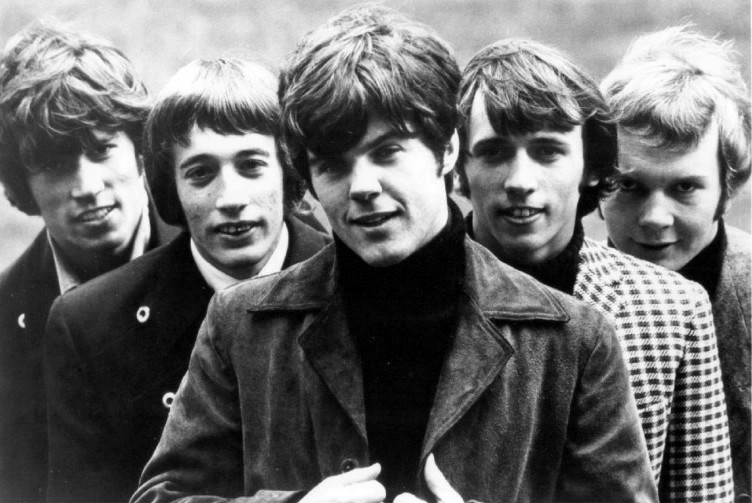
The Bee Gees в 1967 году. Крайний справа — Колин Питерсен.

В 1966 году Питерсен вместе с the Bee Gees перебрался в Великобританию. Трио наняло его в качестве барабанщика, и таким образом Колин стал первым «не родным» участником группы the Bee Gees, который числился в её официальном составе. С ними он записал четыре альбома: Bee Gees' 1st, Horizontal, Idea, Odessa и Cucumber Castle. Братья Гибб рассматривали Питерсена не только как полноправного участника коллектива, но и как равноправного партнёра по группе; в частности, они считали, что его манера игры на ударных идеально подходит к их звучанию. В конце лета 1967 года ему и его коллеге Винсу Мелоуни грозила депортация по причине неправильно оформленной визы. В итоге проблему решил менеджер группы Роберт Стигвуд, устроив рекламную акцию, которая смутила правительство Великобритании и помогла музыкантам остаться в стране. Во время пребывания в составе Bee Gees Колин вместе с Морисом написали и записали песню «Everything That Came From Mother Goose», где ведущий вокал исполняет сам Питерсен, но песня так и не была выпущена. Также в 1968 году Питерсен играл на ударных на дебютном сингле группы The Marbles — «Only One Woman».
Когда Питерсен узнал о том, что Стигвуд полностью взял под контроль дела the Bee Gees, то, посчитав это неприемлемым, начал с ним конфликтовать. В итоге в августе 1969 года Питерсен оставил братьев Гибб в тот период, когда они работали над телевизионным фильмом «Огуречный замок» (англ. Cucumber Castle). Тем не менее Колин успел записать песни, которые позже использовались в фильме, но его не указали в титрах.
Винс Мелоуни и Робин Гибб к тому времени уже покинули группу, и в составе оставались Барри Гибб, Морис Гибб и Колин Питерсен. Последний был уволен, по слухам, за потерю интереса к группе и непосещение сеансов записи, а также за отказ играть в фильме.
Тем не менее Питерсена нельзя было уволить как обычного работника, так как он был бизнес-партнёром группы. Последовала серия судебных исков, и в определённый момент он попытался запретить группе использовать название Bee Gees, планируя таким образом ускорить соглашение сторон. Колин настаивал на том, что названием владеют все партнёры, а при использовании его группой у него отнимают долю в бизнесе. Однако несмотря на всё это, Питерсен после ухода остался в хороших отношениях с братьями, в особенности с Робином Гиббом.

### 1969-70: Humpy Bong
После ухода из Bee Gees Питерсен начал сотрудничать с Джонатаном Келли. В частности, он спродюсировал несколько его синглов, и в 1970 году они решили вместе образовать группу. Коллектив получил название Humpy Bong. Вскоре музыканты разместили объявление о наборе дополнительных музыкантов. Откликнувшийся на него Тим Стаффел взял на себя обязанности ведущего вокалиста. Свой дебютный сингл трио записало на BBC Television, в программе Top of the Pops. В конце 1970 года группа распалась, так и не сыграв ни одного концерта.
После распада группы Питерсен был продюсером нескольких сольных синглов Келли. В 1974 году, лишившись роялти после судебного дела против Bee Gees, он вернулся в Австралию и обосновался в Сиднее, где начал карьеру художника. Поддерживал дружеские отношения с Винсом Мелоуни, поскольку тот тоже тогда был обижен на братьев Гибб из-за потери гонорара.

## Личная жизнь
11 марта 1966 года Колин должен был пройти службу в армии, но был признан непригодным по состоянию здоровья.
Сам Колин сказал о братьях Гибб следующее:
«Характеры у них совсем разные, Робин очень импульсивный и легковозбудимый человек. Музыка для него — это вся жизнь, он очень чувствителен к критике. Барри — лёгкий в общении и открытый для нового. Он быстро адаптируется к новым условиям. Ему интересен актёрский потенциал группы. Я бы сказал, что он бы скорее хотел стать актёром, а не певцом. Жизненная позиция и представления у Мориса ближе к моим. У нас одинаковый тип юмора. У нас имеются разные общие интересы, например, шахматы. Такой парень, как он, может прийти в гости и предложить помочь с мытьём машины. У них, как у братьев, на самом деле очень мало общего, кроме ощущения, что они живут одним днём»
.
1 июня 1968 года Колин женился на Джоанне Ньюфилд в Нассау, на Багамских островах. Из Bee Gees на свадьбе присутствовал Винс Мелоуни. Джоанна работала личным помощником менеджера The Beatles Брайана Эпстайна вплоть до его смерти, а затем нанялась на работу к Роберту Стигвуду. После свадьбы супруги проводили свой медовый месяц на Мальорке, но он был тогда испорчен, поскольку Джоанна заболела краснухой. В 1969 году Колин с супругой открыли свой собственный бизнес.
Менеджер Bee Gees, Роберт Стигвуд, так отзывался о Питерсене:
«Колин — очень уравновешенный человек, пусть он и любит автогонки. Он очень умён. Он разбирается в еде и вине. Во всём, что Колин делает, он разбирается на 100 процентов профессионально, и он опытный профи, потому что, как и Гиббы, работал в индустрии развлечений с детства»

### Смерть
Умер 17 ноября 2024 года в возрасте 78 лет.

## Дискография

### С the Bee Gees
- Spicks and Specks (1966) (в некоторых треках)
- Bee Gees' 1st (1967)
- Horizontal (1968)
- Idea (1968)
- Odessa (1969)
- Cucumber Castle (1970) (в некоторых треках и не указан в титрах)

### С Humpy Bong
- «Don’t You Be Too Long» / «We’re All Right Till Then» (1970)
- «Don’t You Believe It» (1970)